# Ginza
Ginza (銀座) é um distrito de Chuo, Tóquio, localizado a sul de Yaesu e Kyōbashi, oeste de Tsukiji, leste de Yūrakuchō e Uchisaiwaichō, e norte de Shinbashi.

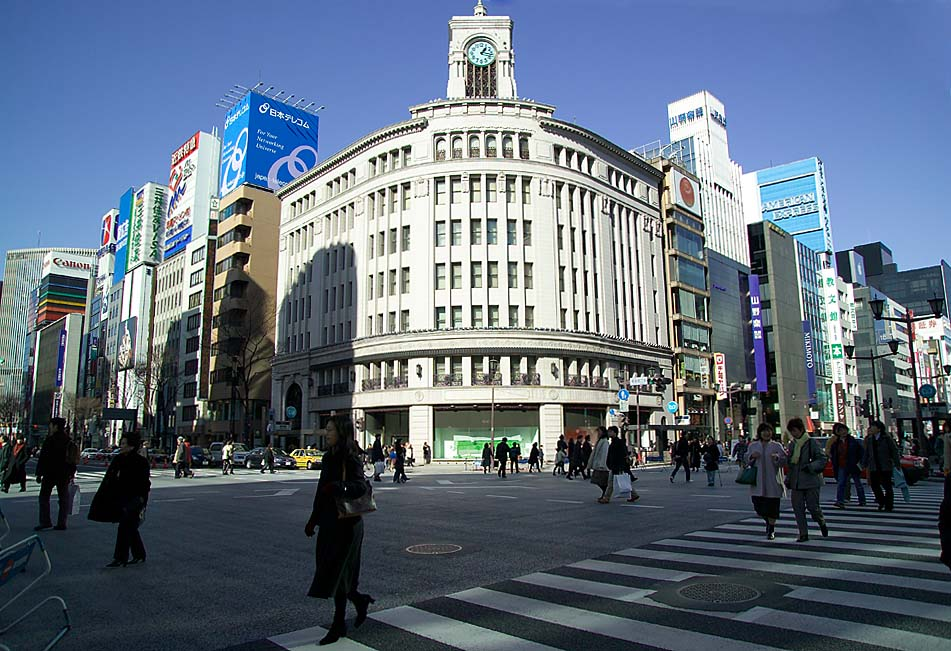
Wako Department Store, em Ginza

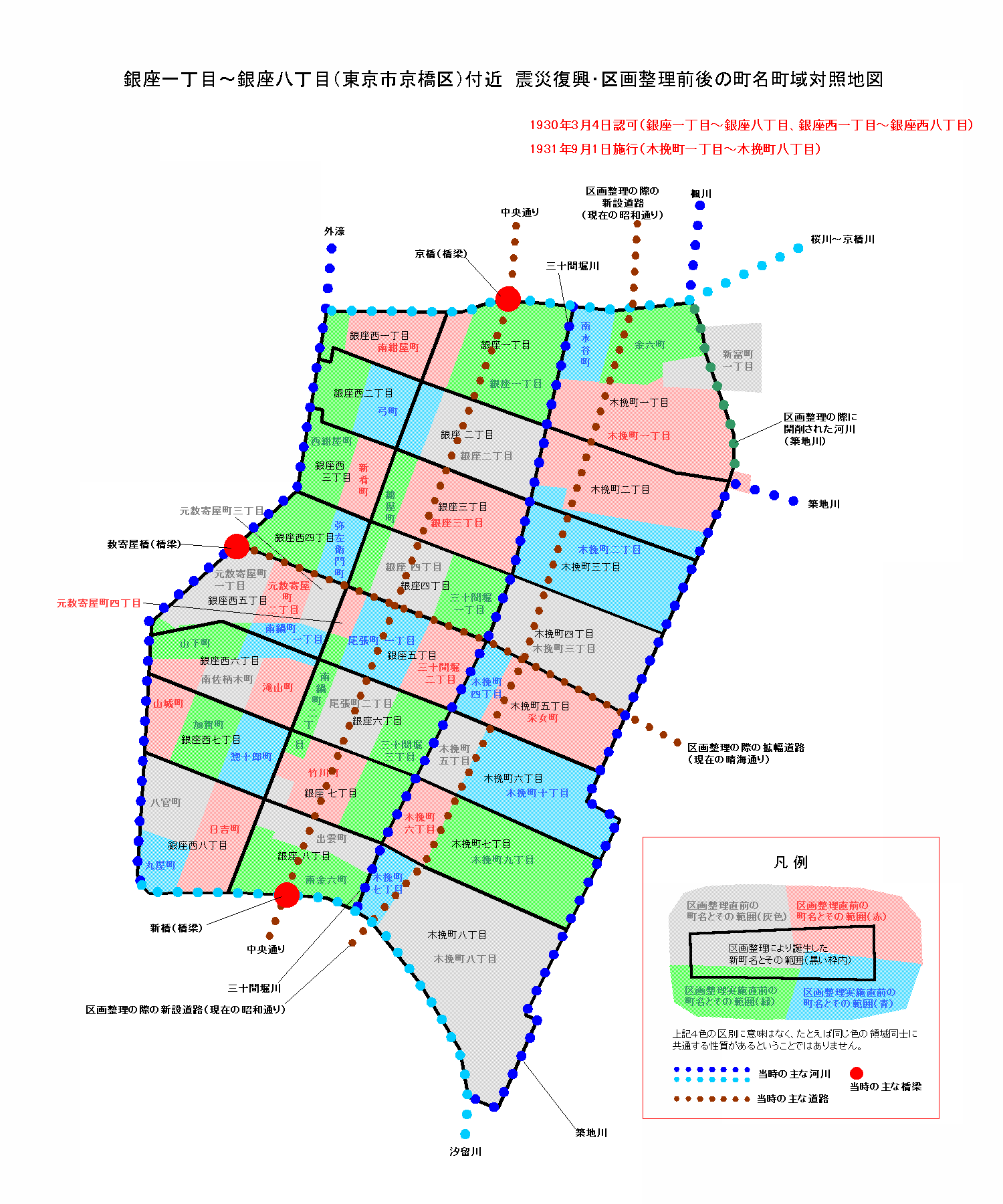
Mapa de Ginza, em Japonês

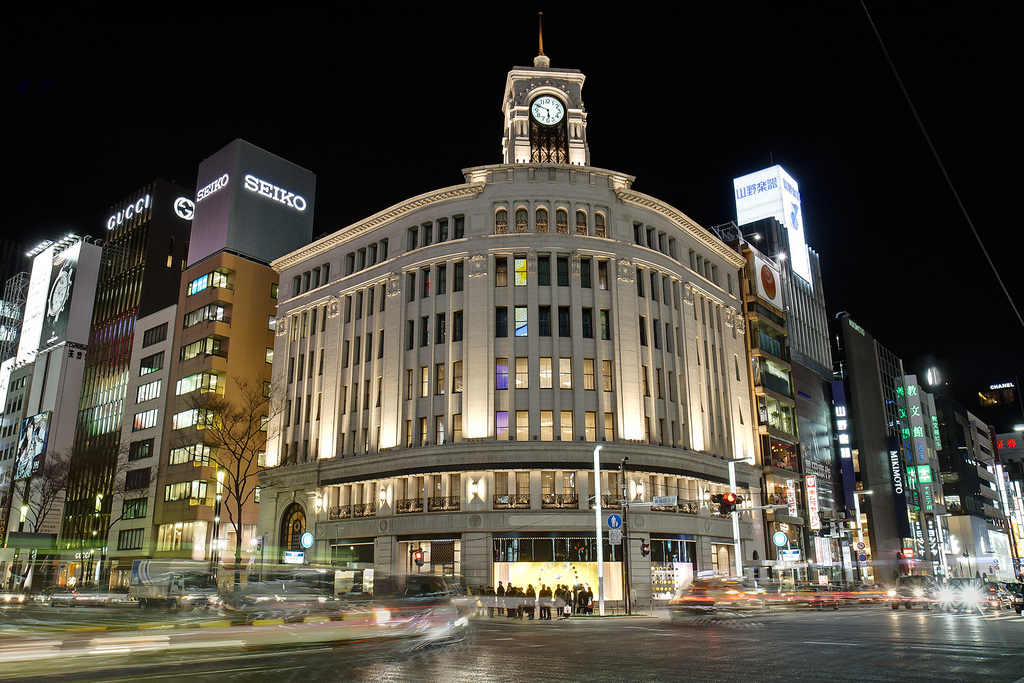
Wako store em Ginza

É conhecida como uma área chique de Tóquio, com inúmeras lojas de departamento, butiques, restaurantes e cafés. Ginza é reconhecida como um dos distritos de compras mais luxuosos do mundo.
Com um dos m² mais caros do planeta - US$22,000/m² - as principais grifes mundiais como Louis Vuitton, Rolex, Dior, Channel e Salvatore Ferragamo se encontram por lá.

## História

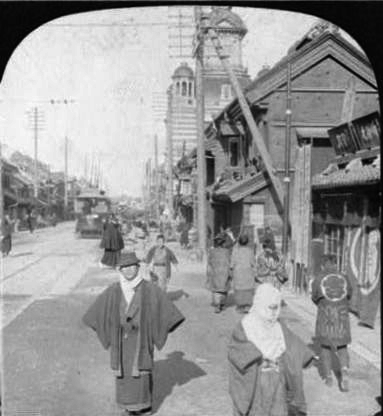
Ginza no começo da década de 1900, fotografado por William H. Rau

Ginza é um antigo pântano que foi preenchido no século XVI. O distrito recebeu esse nome em homenagem à Casa da moeda  de moedas de prata que foi fundada no local em 1612, durante o período Edo.
Houve um incêndio em 1872 que queimou a maior parte da área. Após o incêndio, o governo Meiji reconheceu a área como um "modelo de modernização". O governo planejava a construção de edifícios de tijolos à prova de fogo e maiores e melhores ruas conectando a Estação Shimbashi e à concessão estrangeira em Tsukiji, bem como a importantes edifícios do governo. Projetos da área foram fornecidos pelo arquiteto irlandês Thomas Waters. O Departamento de Construção do Ministério das Finanças estava a cargo da construção. No ano seguinte, uma rua comercial em estilo ocidental da ponte Shinbashi à ponte Kyobashi, na parte sudoeste de Chuo, edifícios de dois e três andares de estilo georgiano foi concluída.
Edifícios de tijolos foram inicialmente ofertados à venda, mais tarde alugados, mas o alto aluguel levava a muitas unidades permanecerem desocupadas. Além disso, eles não eram adaptados ao clima e seu projeto contrastava com a noção japonesa de um lugar no qual viver. A nova Ginza não era popular entre os estrangeiros, que procuravam edifícios mais ao estilo da cidade de Edo. Isabella Bird visitou em 1878 e deu a entender que Ginza era menos oriental que os subúrbios de Chicago ou Melbourne. Philip Terry, o escritor inglês de visitas guiadas, comparou-a a Broadway. No entanto, a região floresceu como um símbolo da "civilização", graças à presença de editoras de jornais e revistas, que lideravam às tendências da época. A região também era conhecida por suas vitrines, um exemplo de técnicas modernas de marketing. Todos a visitavam e, então, o costume de "matar tempo" em Ginza desenvolveu-se fortemente entre as duas grandes guerras.
A maioria desses edifícios em estilo europeu desapareceu, mas alguns mais antigos ainda permanecem, o mais famoso sendo o edifício Wako, com a hoje icônica Torre do Relógio Hattori. O edifício e a torre do relógio foram originalmente construídos por Kintarō Hattori, o fundador da Seiko.
Em sua história recente, o distrito é visto como um ponto de destaque de lojas de luxo ocidentais. Ginza é um destino popular em finais de semanas, quando a via principal norte-sul é fechada para o tráfico de carros. O bloqueio do tráfico começou na década de 1960, sob o governo de Ryokichi Minobe.

## Economia
Muitas lojas de roupas da moda localizam-se neste distrito, também sendo reconhecido como tendo a maior concentração de lojas ocidentais em Tóquio. É considerado pela Chevalier um dos dois locais em Tóquio com a melhor localização para lojas de bens de luxo. As mais famosas são Chanel, Carolina Herrera, Dior, Gucci, e Louis Vuitton. Lojas de marcas de eletrônicos consagradas como o espaço de exposições da Sony e a Apple Store também estão no distrito. A Ricoh tem sua sede no Edifício Ricoh, em Ginza. A vizinhança é um grande distrito de compras. Ele é lar da loja de departamentos Wako, que se localiza em um edifício datado de 1894 que possui uma torre do relógio. Há muitas lojas de departamentos na região, incluindo a Hankyu, Seibu, e a Matsuya Co.. Há também galerias de arte.

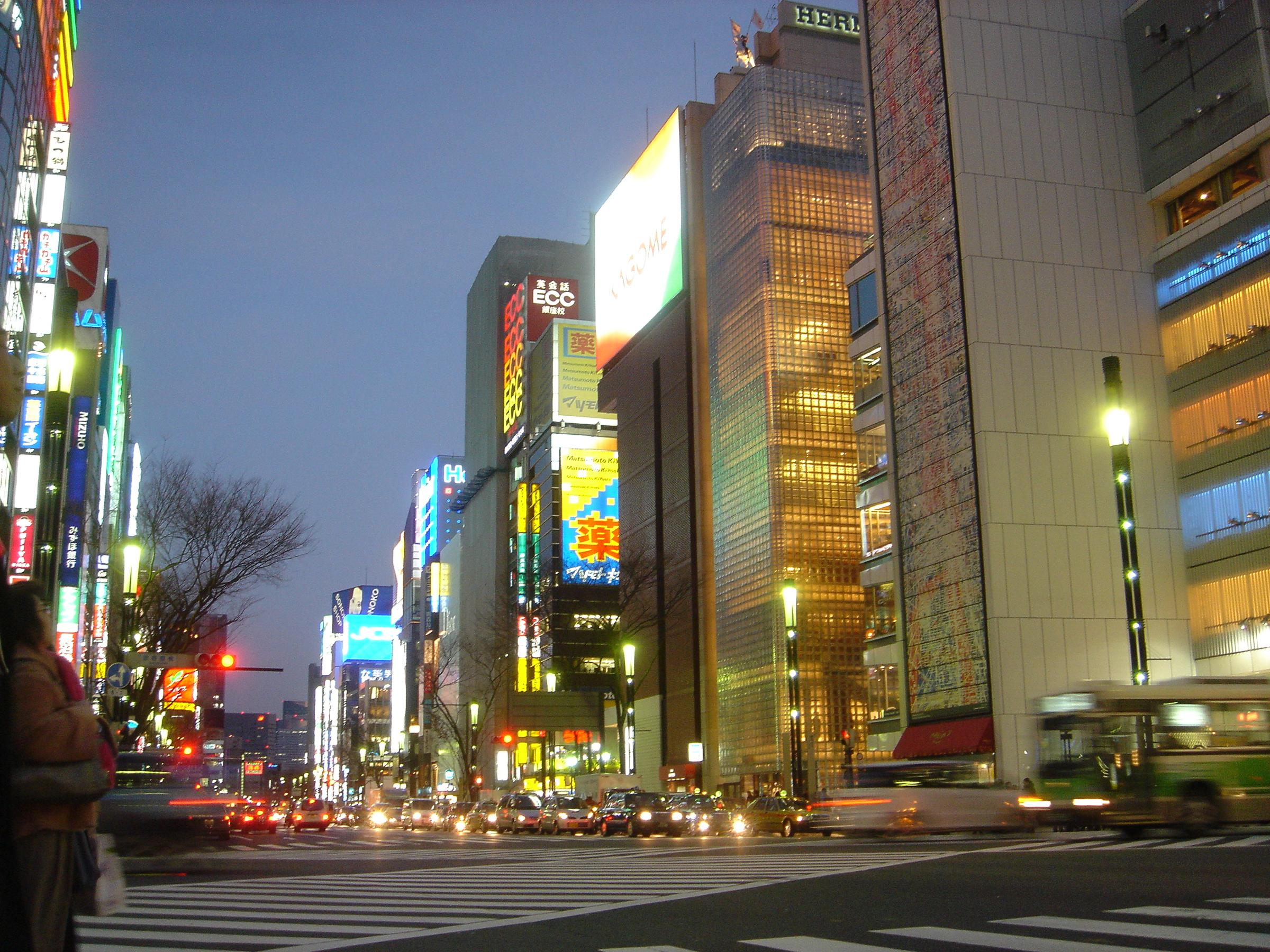
Edifício Sony e cruzamento ao entardecer
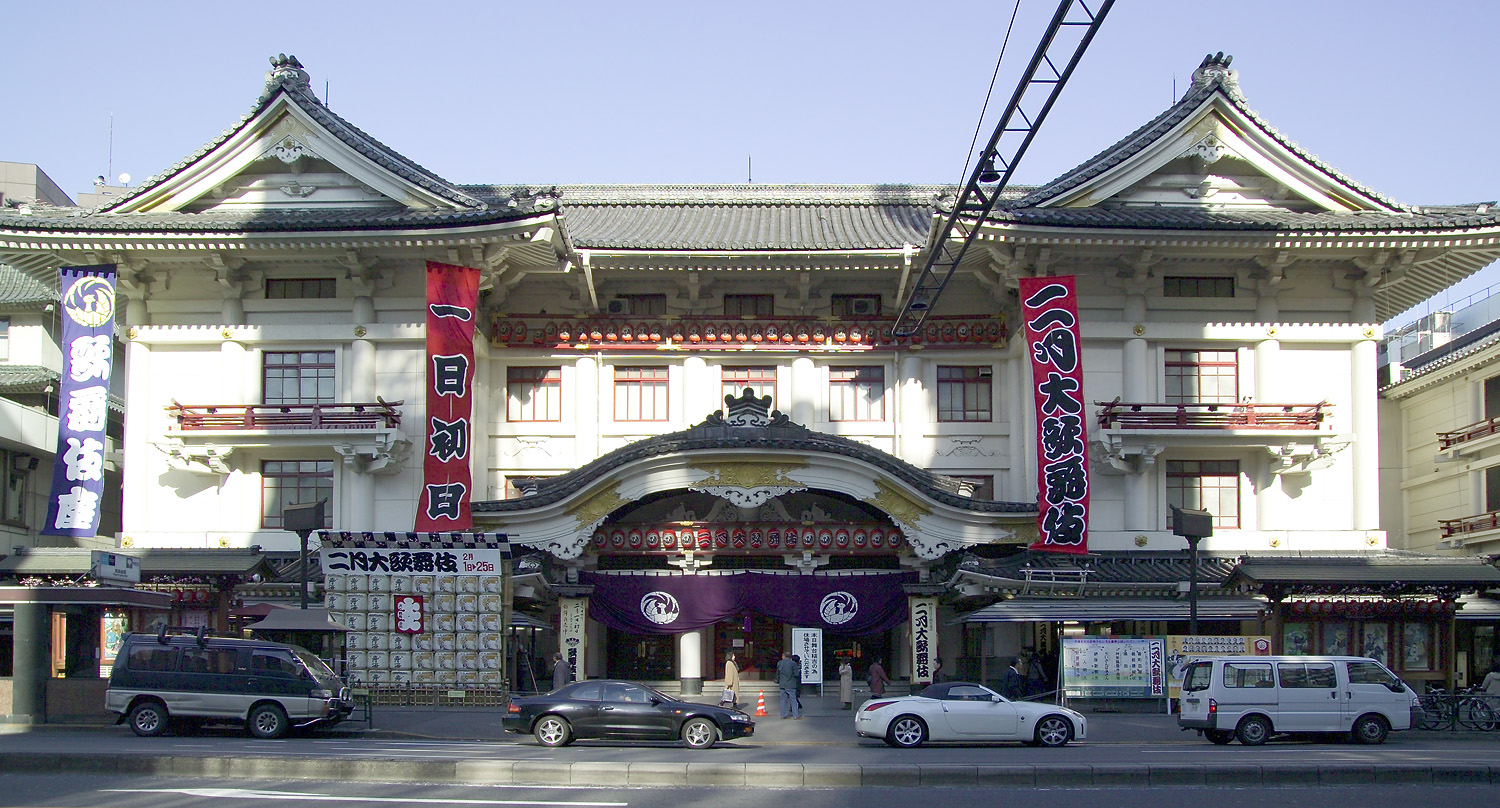
Teatro Kabuki-za

## Pedestres

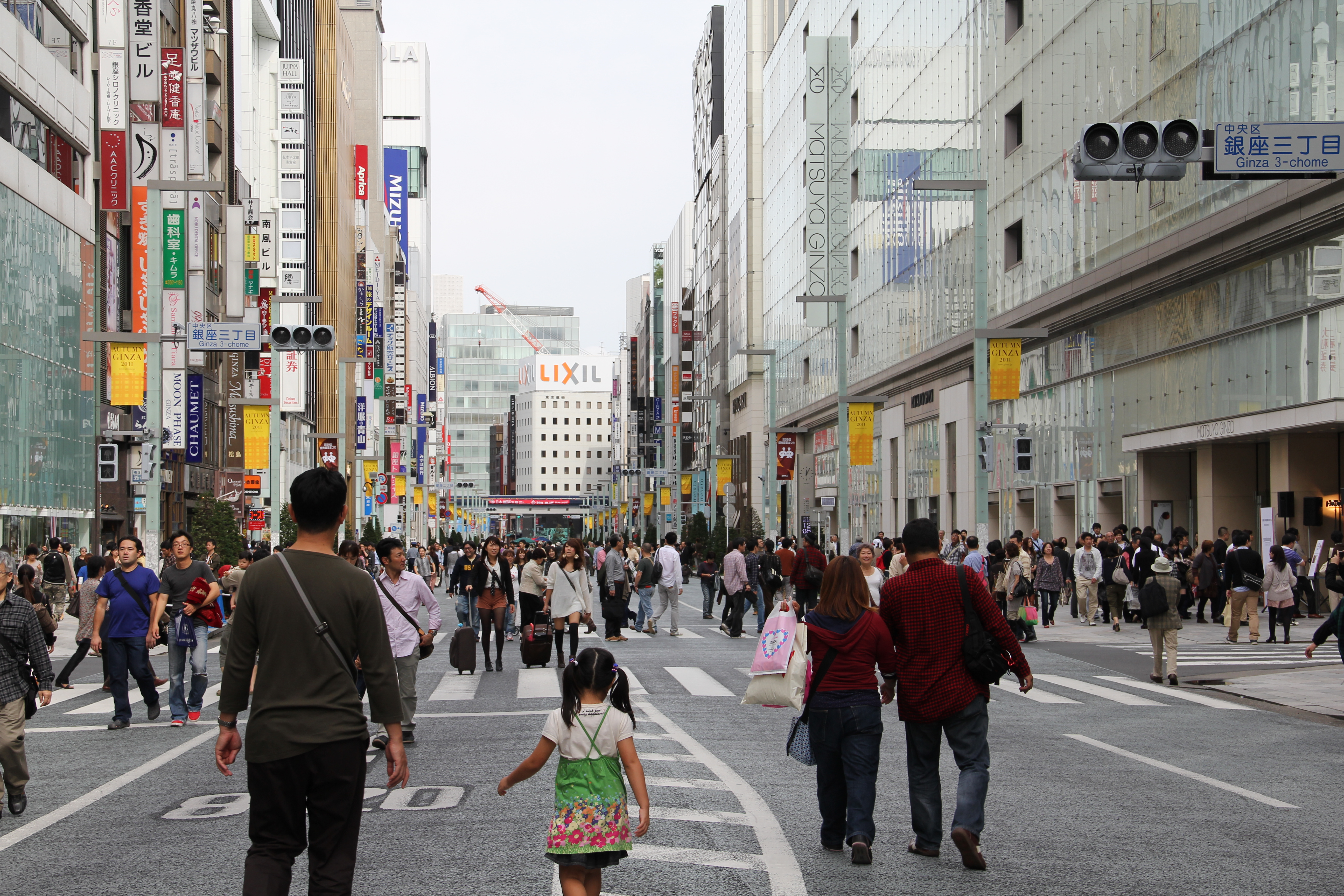
Rua principal fechada para pedestres

Todos os sábados e domingos, de meio-dia às 17 horas, a rua principal que passa por Ginza é fechada para o tráfico de veículos, permitindo às pessoas andarem livremente. Isto é chamado de Hokōsha Tengoku (歩行者天国) ou, resumindo, Hokoten, que significa literalmente "céu dos pedestres".

## Locais importantes de Ginza
- Lojas de departamento: Komatsu, Matsuya, Matsuzakaya, Mitsukoshi, Mosaic, Printemps e Wako
- FCCJ - Foreign Correspondents' Club of Japan
- Kabukiza - teatro tradicional Kabuki
- Sony Building - prédio da Sony
- The Ginza Apple Store

## Companhias com sede em Ginza
- Matsuya
- Recruit
- Ricoh
- Shiseido
- Sony
- Wako

## Estações de metrô
- Estação Ginza (Linha Hibiya do Metrô de Tóquio, Linha Ginza do Metrô de Tóquio, Linha Marunouchi do Metrô de Tòquio)

- Estação Ginza-ichōme (Linha  Yūrakuchō do Metrô de Tóquio)

- Estação Higashi-Ginza (Linha Hibiya do Metrô de Tóquio, Linha Toei Asakusa)

## Ligações Externas
- Sítio de Ginza (em inglês)